# Tadhg Furlong
Tadhg Furlong (Wexford, 14 novembre 1992) è un rugbista a 15 irlandese che gioca nel ruolo di pilone con il Leinster nel campionato United Rugby Championship.

## Biografia
Furlong si formò rugbisticamente nell'accademia del Leinster e con la stessa squadra, dopo le esperienze maturate con l'Irlanda Under-20, iniziò nel 2013 a giocare nel Pro12.
Quello fu anche l'anno in cui la franchigia irlandese vinse il suo secondo titolo consecutivo, e durante la stagione Furlong collezionò complessivamente 7 presenze.
Il C.T. della nazionale irlandese Joe Schmidt lo convocò per disputare la Coppa del Mondo di rugby 2015, facendolo debuttare con l'Irlanda a Lansdowne Road nella partita di preparazione disputata contro il Galles il 29 agosto dello stesso anno.
In occasione del tour dei British and Irish Lions del 2017 in Nuova Zelanda, inoltre, il C.T. della selezione Warren Gatland lo convocò nella posizione di pilone destro, schierandolo in tutti i tre incontri della serie contro gli All Blacks.

## Palmarès
- Pro14: 5
Leinster: 2013-14, 2017-18, 2018-19, 2019-20, 2020-21
- Champions Cup: 1
Leinster: 2017-18